# Cryptopygus
Cryptopygus is een geslacht van springstaarten (Collembola) uit de familie van de Isotomidae. De wetenschappelijke naam werd gepubliceerd in 1902 door Victor Willem, in zijn studie van de springstaarten verzameld tijdens de Belgische Antarctische expeditie onder leiding van Adrien de Gerlache in 1897-1899.
Willem beschreef tevens een nieuwe soort in dit geslacht, Cryptopygus antarcticus.  Deze werd ontdekt aan de kust van de Gerlachestraat, waar ze gevonden werd onder kleine stenen, lege schelpen, en tussen mossen en korstmossen. De diertjes zijn ongeveer 1,5 mm lang en bijna zwart, vanwege een diepblauw pigment.

## Soorten
Er zijn een tachtigtal soorten in dit geslacht
- Cryptopygus agreni
- Cryptopygus albaredai
- Cryptopygus albus
- Cryptopygus ambus
- Cryptopygus andinus
- Cryptopygus annobonensis
- Cryptopygus anomala
- Cryptopygus antarcticus
- Cryptopygus aquae
- Cryptopygus araucanus
- Cryptopygus arcticus
- Cryptopygus axayacatl
- Cryptopygus badasa
- Cryptopygus beijiangensis
- Cryptopygus benhami
- Cryptopygus binoculatus
- Cryptopygus bipunctatus
- Cryptopygus bituberculatus
- Cryptopygus caecus
- Cryptopygus campbellensis
- Cryptopygus cardusi
- Cryptopygus caussaneli
- Cryptopygus cinctus
- Cryptopygus cisantarcticus
- Cryptopygus clavatus
- Cryptopygus coeruleogriseus
- Cryptopygus constrictus
- Cryptopygus debilis
- Cryptopygus decemoculatus
- Cryptopygus delamarei
- Cryptopygus dubius
- Cryptopygus elegans (Cardoso)
- Cryptopygus elegans (Rapoport & Izarra)
- Cryptopygus exilis
- Cryptopygus hirsutus
- Cryptopygus indecisus
- Cryptopygus indicus
- Cryptopygus insignis
- Cryptopygus interruptus
- Cryptopygus kahuziensis
- Cryptopygus lamellatus
- Cryptopygus lapponicus
- Cryptopygus lawrencei
- Cryptopygus loftyensis
- Cryptopygus mauretanica
- Cryptopygus maximus
- Cryptopygus minimus
- Cryptopygus nanjiensis
- Cryptopygus nidicola
- Cryptopygus novaezealandiae
- Cryptopygus novazealandia
- Cryptopygus oeensis
- Cryptopygus parallelus
- Cryptopygus parasiticus
- Cryptopygus patagonicus
- Cryptopygus pentatomus
- Cryptopygus perisi
- Cryptopygus pilosus
- Cryptopygus ponticus
- Cryptopygus pseudominuta
- Cryptopygus quadrioculatus (Martynova)
- Cryptopygus quadrioculatus (Yoshii)
- Cryptopygus quinqueoculatus
- Cryptopygus reagens
- Cryptopygus riebi
- Cryptopygus scapellifer
- Cryptopygus scapelliferus
- Cryptopygus separatus
- Cryptopygus sphagneticola
- Cryptopygus subalpinus
- Cryptopygus subantarcticus
- Cryptopygus sverdrupi
- Cryptopygus tasmaniensis
- Cryptopygus thermophilus
- Cryptopygus travei
- Cryptopygus tricuspis
- Cryptopygus tridentatus
- Cryptopygus triglenus
- Cryptopygus trioculatus
- Cryptopygus vtorovi
- Cryptopygus yosiii
- Cryptopygus zenderi